# Serrat del Port Vell
El Serrat del Port Vell és una serra situada al municipi d'Alins a la comarca del Pallars Sobirà, amb una elevació màxima de 2.777 metres.